# Amarildo Souza do Amaral
Amarildo Souza do Amaral, meglio noto solo come Amarildo (Curitiba, 2 ottobre 1964), è un ex calciatore brasiliano, di ruolo attaccante.

## Biografia
Amarildo vive attualmente a Limeira, città dello Stato di San Paolo, ed è padre di quattro figli, tutti di nazionalità diversa (tre figlie, una italiana, una spagnola e una portoghese, e un figlio brasiliano). Gestisce tre scuole calcio chiamate CET AMARILDO, che lui stesso ha creato.
Era solito regalare Bibbie agli avversari prima degli incontri, in quanto molto religioso ed esponente degli Atleti di Cristo, associazione brasiliana di atleti cristiani evangelici osservanti.

## Carriera
Cresciuto nel Pinheiros, Amarildo cambia molte squadre, tra le quali compagini del calibro di Botafogo e Internacional, prima di approdare in Spagna tra le file del Celta Vigo.
Nel 1989 il centravanti brasiliano arriva in Italia, acquistato dalla Lazio dove segna 8 reti in 29 gare, per poi passare al Cesena dove in due stagioni raccoglie 13 gol in 65 partite. Disputa anche la finale della Coppa Mitropa 1991, quando viene prestato dalla società romagnola al Torino, vincitore poi del trofeo.
Dopo aver intrapreso altre esperienze nuovamente in Spagna e in Brasile, Amarildo chiude la carriera in Portogallo.

## Palmarès
- Coppa Mitropa: 1

Torino: 1991